# Berk Neziroğluları
Berk Neziroğluları (* 1. Februar 1991 in Beyoğlu) ist ein türkischer Fußballspieler, der derzeit für Manisaspor spielt.

## Karriere

### Verein
Berk Neziroğluları begann mit dem Vereinsfußball in der Jugend von Galatasaray Istanbul und erhielt hier im Sommer 2009 einen Profivertrag. Dennoch spielte er fast ausschließlich für die Reservemannschaft. Dennoch nahm er auf Anordnung vom Trainer Frank Rijkaard und dessen Co-trainer Johan Neeskens neben seiner Tätigkeit bei der Reservemannschaft auch am Training der Profis teil. Er wurde auch in einigen Begegnungen in auf die Ersatzbank gesetzt und kam so zu einer Süper-Lig-Begegnung. Mit der Reservemannschaft Galatasarays, der Galatasaray A2, gelang ihm zum Saisonende 2011/12 die Meisterschaft der Reservemannschaften in der A2 Ligi.
Im Sommer 2011 wechselte er dann zum Zweitligisten Adanaspor und spielte hier in seiner ersten Spielzeit in sieben Ligabegegnungen. In der Spielzeit 2011/12 schaffte er es mit seinem Verein bis ins Playoff-Finale der TFF 1. Lig. Im Finale unterlag man in der Verlängerung Kasımpaşa Istanbul 2:3 und verpasste somit den Aufstieg in die Süper Lig erst in der letzten Begegnung.
Zur Rückrunde der Saison 2013/14 wechselte er zu 1461 Trabzon. Bereits zum Saisonende verließ er diesen Klub Richtung Erstligist Sivasspor. Diesen Verein verließ er im Frühjahr 2015 Richtung Zweitligist Manisaspor.

### Nationalmannschaft
Neziroğluları durchlief ab der türkischen U-16 die meisten türkischen Jugendnationalmannschaften.
Er nahm mit der türkischen U-17-Nationalmannschaft an der U-17-Fußball-Europameisterschaft 2008 und erreichte hier das Halbfinale.

## Erfolge
Mit Galatasaray A2
- 2010/11 Meisterschaft der A2 Ligi

Mit Manisaspor
- Meister der TFF 2. Lig und Aufstieg in die TFF 1. Lig: 2015/16

Mit türkische U-17-Jugendnationalmannschaft
- U-17-Fußball-Europameisterschaft 2008 – Halbfinalist